# Release Me (chanson d'Hooverphonic)
Pour les articles homonymes, voir Release Me.
Chansons représentant la Belgique au Concours Eurovision de la chanson
Wake Up
(2019) The Wrong Place
(2021)
Release Me (Libère-moi en français) est une chanson du groupe belge Hooverphonic.
Choisi pour représenter la Belgique au Concours Eurovision de la chanson 2020 à Rotterdam aux Pays-Bas, le titre est dévoilé le 17 février 2020.

## À l'Eurovision
Release Me devait représenter la Belgique au Concours Eurovision de la chanson 2020 après une sélection interne du diffuseur belge VRT. Elle est présentée au public le 17 février 2020. 
La chanson aurait dû être interprétée en neuvième position de l'ordre de passage de la première demi-finale du Concours, le 12 mai 2020. Cependant, le 18 mars 2020, l'UER annonce l'annulation du Concours en raison de la pandémie de Covid-19.